# Hunter Mountain
Hunter Mountain est une montagne dans les villes de Hunter et Lexington, juste au sud du village de Hunter, dans le comté de Greene, New York, États-Unis. Avec 1 231 m d'altitude, c'est le plus haut sommet dans le comté et le deuxième plus haut sommet des montagnes Catskill.